# Monika Paulikienė
Monika Povilaitytė-Paulikienė  (Kelmė, 30 de agosto de 1994) é uma jogadora de vôlei de praia lituana.

## Carreira
Em 2007, formando dupla com Rūta Bukantytė, disputou o Campeonato Europeu Sub-18 em Brno, finalizando em décimo nono lugar., e repetiu esta colocação na edição homônima realizada em 2008 em Loutraki esteve ao lado de Ieva Dumbauskaitė. Em 2011, estiveram juntas no Campeonato Mundial de Voleibol de Praia Sub-19  em Umago, finalizaram na nona posição e foram medalhistas de ouro no Campeonato Europeu Sub-19 em Vilnius também em 2011 e em nono no Campeonato Europeu Sub-20 em Tel Aviv
Na temporada de 2012, permanece atuando com Ieva Dumbauskaitė, disputaram o Campeonato Europeu de Scheveningen e terminaram na vigésima quinta posição, foram medalhista de ouro na edição do Mundial Sub-19 de 2012 em Lárnaca, finalizaram ainda em nono lugar no Campeonato Europeu de voleio de Praia Sub-23 de 2012 em Assen, e obtiveram a medalha de bronze no Campeonato Europeu Sub-20 realizado em Hartberg.
A estreia da dupla no Circuito Mundial foi em 2013 no Grand Slam de Xangai, também conquistaram o bronze no Circuito EEVZA em Vilnius, depois ao lado de Karolė Virbickaitė obteve o nono em Moscou, e compondo dupla com Ieva Dumbauskaitė disputaram o Circuito Alemão na etapa de Norderney e obtiveram o quinto lugar,  mesma posição alcançada no Mundial de Sub-21 de 2013 em Umago e a nona  posição no Mundial Sub-23 em Mysłowice, ainda terminaram em quarto no Campeonato Europeu Sub-20 em Vilnius e no Campeonato Mundial de 2013 em Stare Jabłonki terminaram na trigésima sétima posição.
Em 2014, com Ieva Dumbauskaitė conquistou o título da etapa de Vilnius do Circuito EEVZA  e o vigésimo quinto lugar no Campeonato Europeu de Voleibol realizado em 
Cagliari, também o nono lugar no Mundial Sub-23 de 2014 em Mysłowice, conquistaram o título do Grupo F da Continental Cup na Lituânia, foram medalhistas de prata no Mundial Sub-21 de 2014 em Lárnaca e foram nonas colocadas no Campeonato Europeu Sub-22 em Fethiye.
Na jornada de 2015, continuou ao lado de Ieva Dumbauskaitė e terminaram em terceiro na etapa de Vilnius e quarto lugar na etapa de Batumi do Circuito EEVZA e em segundo na terceira fase do Grupo F da Continental Cup e na quarta fase do Grupo A. Juntas conquistaram a medalha de ouro na edição dos Jogos Europeus de 2015 em Baku e foram medalhistas de bronze também no Campeonato EuropeuSub-22 de 2015 em Macedo de Cavaleiros, e ainda o décimo sétimo lugar no Campeonato Europeu de 2015 em Klagenfurt
Em 2016, terminou na vigésima quinta posição no Campeonato Europeu de Bienna ao lado de Ieva Dumbauskaitė , depois, muda de parceria, e retoma a dupla com Karolė Virbickaitė e terminaram em nono na fase final da Continental Cup, sendo vice-campeãs na etapa de Jūrmala do Circuito EEVZA. No período de 2017, volta a competir com Ieva Dumbauskaitė, sendo campeãs da etapa de Koropovo do Circuito EEVZA e foram terceiras colocadas na etapa de Riga do Circuito Letão de 2017 e campeãs do Circuito Lituano em Vilnius, terminaram na décima sétima posição no Campeonato Europeu de 2017 em Jūrmala.Ainda em 2017, conquistaram as medalhas inéditas no Circuito Mundial, o bronze nos torneios duas estrelas de Jiangning e Nantong.
Em 2018, continuou compondo dupla com Ieva Dumbauskaitė  e disputaram o torneio quatro estrelas de Haia, foram campeã da etapa de Jonava do Circuito Lituano, foram campeãs do Campeonato Europeu de Vôlei na Neve em Wagrain, depois, mudou de parceira em 2019, passando a competir com Urtė Andriukaitytė conquistando com esta o segundo lugar na etapa de Jūrmala do Circuito Letão, no mesmo torneio esteve com Karolina Skilinskienė alcançando a nona posição em Cēsis, já no Circuito Lituano esteve com Erika Kliokmanaite na conquista da etapa de Klaipėda.Casou-se em 2019 com Simas Paulikas,  primeira filha do casal cham-ase Kamilė, tempos depois ao segundo filho Kajus
Na temporada de 2021, retoma a carreira ao lado de Urtė Andriukaitytė obtendo o vice-campeonato na etapa de Klaipėda do Circuito Lituano, o mesmo ocorrendo no Circuito Letão na etapa de Ventspils, campeãs nas etapas de Cēsis e Jūrmala.Em 2022, voltou a formar dupla com Erika Kliokmanaite sendo campeã da etapa de Ventspils  no Circuito Letão, depois, obtiveram a medalha inédita de ouro no Circuito Mundial, no Futute Klaipėda e quarto no de Balıkesir, também terminaram na vigésima quinta posição no Campeonato Europeu de Voleibol de Praia de 2022 em Munique.
Em 2023, passa a formar dupla com Ainė Raupelyté e conquistaram o bronze no Future de Haia, quarto lugar no Challenge de Saquarema, o quinto lugar no Campeonato Europeu de Voleibol de Praia de 2023 em Viena e campeãs na etapa de Vilnius do Cirutio Lituano e juntas disputaram o Campeonato Mundial de 2023 nas cidades mexicanas de  Tlaxcala de Xicohténcatl, Apizaco e Huamantla, terminaram na décima sétima posição.

## Títulos e resultados
- Future de Klaipėda do Circuito Mundial de Vôlei de Praia de 2022
- Future de Haia do Circuito Mundial de Vôlei de Praia de 2022
- 2* de Nantong do Circuito Mundial de Vôlei de Praia de 2017
- 2* de Jiangning do Circuito Mundial de Vôlei de Praia de 2017
- Challenge de Saquarema do Circuito Mundial de Vôlei de Praia de 2023
- Future de Balıkesir do Circuito Mundial de Vôlei de Praia de 2022
- Etapa de Vilnius do Circuito Lituano de Vôlei de Praia de 2023
- Etapa de Klaipėda do Circuito Lituano de Vôlei de Praia de 2019
- Etapa de Jonava do Circuito Lituano de Vôlei de Praia de 2018
- Etapa de Vilnius do Circuito Lituano de Vôlei de Praia de 2017
- Etapa de Klaipėda do Circuito Lituano de Vôlei de Praia de 2021
- Etapa de Ventspils do Circuito Letão de Vôlei de Praia de 2022
- Etapa de Jūrmala do Circuito Letão de Vôlei de Praia de 2021
- Etapa de Cēsis do Circuito Letão de Vôlei de Praia de 2021
- Etapa de Ventspils do Circuito Letão de Vôlei de Praia de 2021
- Etapa de Jūrmala do Circuito Letão de Vôlei de Praia de 2019
- Etapa de Riga do Circuito Letão de Vôlei de Praia de 2017